# خلل تنسج شعري سنخي
خلل التنسج الشعري السنخي هو مرض رئوي خلالي خلقي نادر يتميز بخلل بالأوعية الدموية في الرئتين، ما يسبب ارتفاعًا شديدًا في ضغط الدم الرئوي وعدم القدرة على أكسجة الدم وإزالة ثنائي أكسيد الكربون منه بشكل فعال. يظهر خلل التنسج الشعري السنخي عادةً عند الأطفال حديثي الولادة في غضون ساعات من الولادة على شكل تنفس سريع وصعب أو تلون الشفاه أو الجلد بلون أزرق، ما يؤدي إلى فشل تنفسي سريع والموت. أُبلغ عن أشكال غير نمطية من خلل التنسج الشعري السنخي مع أعراض مبدئية أكثر اعتدالًا ومعدل بقاء يصل إلى عدة أشهر قبل بداية الفشل التنفسي أو زراعة الرئة.
تحدث معظم حالات خلل التنسج الشعري السنخي بسبب الطفرات التي تؤثر على الجين إف أوه إكس إف 1 أو منطقة المعزز القريبة منه. من غير المعروف بالضبط كيف تؤدي هذه الطفرات إلى نمو الرئة بشكل غير طبيعي. يتسم النمو غير الطبيعي للرئة بسماكة خلالية سنخية وتوضع غير صحيح للشعيرات الدموية الرئوية بعيدًا عن السطح السنخي وقلة عدد الشعيرات الدموية بشكل عام. يؤدي ذلك إلى ضعف تبادل الغازات وارتفاع ضغط الدم الرئوي. توجد أدلة على وجود روابط بين الشرايين الرئوية والأوعية الجهازية، والتي قد تسهم أيضًا في ضعف أكسجة الدم.
عادةً ما يُشخص خلل التنسج الشعري السنخي عن طريق فحص أنسجة الرئة تحت المجهر، إما بعد أخذ خزعة من الرئة أو بعد تشريح الجثة. تؤكد النتائج المميزة لخلل توضع الأوردة الرئوية في غير مكانها المتاخم للشرايين الرئوية والنمو السنخي والشعري غير الطبيعي، التشخيص. يتوفر أيضًا اختبار الجين إف أوه إكس إف 1، الذي يمكنه تأكيد التشخيص دون إجراء اختبارات باضعة. لا توجد علاجات فعالة لحالات خلل التنسج الشعري السنخي الشديدة. يؤمن العلاج القياسي، الذي يشمل التهوية الميكانيكية وموسعات الأوعية الرئوية وربما الأكسجة الغشائية خارج الجسم، تحسنًا مؤقتًا فقط في الأعراض مع عودة انتكاس المرض في غضون ساعات. بالنسبة للأطفال الذين يعانون من خلل التنسج الشعري السنخي غير النمطي، تكون الاستجابة للعلاج الطبي أكثر استدامة، وتستمر لعدة أشهر. بالنسبة للمرضى المستقرين صحيًا، يكون العلاج النهائي هو زرع الرئة الثنائي.
خلل التنسج الشعري السنخي هو مرض نادر، إذ أُبلغ عن نحو 100 حالة قط. أُبلغ عن الحالة الأولى في عام 1981.

## العلاج
تهدف العلاجات الأولية إلى تحسين أكسجة الدم المنخفضة وارتفاع ضغط الدم الرئوي. نظرًا لأن محتوى الأكسجين في الدم عادةً ما يكون منخفضًا للغاية، غالبًا ما يتم تنبيب الأطفال الذين يعانون من خلل التنسج الشعري السنخي وتهدئتهم وتهويتهم ميكانيكيًا بالأكسجين النقي. يمكن استخدام موسعات الأوعية الرئوية مثل سيلدينافيل أو أحادي أكسيد النيتروجين المستنشق لخفض ضغط الدم الرئوي. بالنسبة للذين يعانون من خلل التنسج الشعري السنخي الشديد، توفر هذه التدابير تحسنًا مؤقتًا فقط. عند تفاقم الأعراض، يمكن استخدام الأكسجة الغشائية خارج الجسم، ولكنها توفر أيضًا تحسنًا قصير الأمد. لا توجد علاجات فعالة لحالات خلل التنسج الشعري السنخي الشديدة.
بالنسبة للرضع الذين يعانون من خلل التنسج الشعري السنخي غير النمطي والذين ظهرت عليهم أعراض أكثر اعتدالًا في البداية وبدأت مبكرًا في عمر الأشهر، قد تكون هناك استجابة أفضل للعلاج. أُبلغ عن تقارير لأطفال يعانون من خلل التنسج الشعري السنخي عاشوا لمدة 20 أو 36 شهرًا دون زراعة الرئة. قد تكون زراعة الرئة الثنائية هي العلاج النهائي.